# Пулман
Пу̀лман (на английски: Pullman) е град в САЩ, в източната част на щата Вашингтон. Пулман е с население от 33 354 души (по приблизителна оценка за 2017 г.).
В града се намира един от клоновете на Вашингтонския щатски университет.